# Primitive Cool
Primitive Cool è il secondo album da solista del frontman dei Rolling Stones Mick Jagger, pubblicato nel 1987 dalla CBS Records con copertina realizzata dall'artista di fama internazionale Francesco Clemente

## Tracce
Tutte le tracce sono state scritte da Mick Jagger eccetto dove è indicato
1. Throwaway - 5:04
2. Let's Work (Mick Jagger, David A. Stewart) - 4:47
3. Radio Control - 3:58
4. Say You Will (Mick Jagger, David A. Stewart) - 5:09
5. Primitive Cool - 5.52
6. Kow Tow (Mick Jagger, David A. Stewart) - 4:59
7. Shoot Off Your Mouth - 3:37
8. Peace for the Wicked - 4:07
9. Party Doll - 5:24
10. War Baby - 6:39